# ألف هورن (مبارز بالسيف)
ألف هورن هو مبارز بالسيف كندي، (ولد في Spjelkavik ‏ في النرويج 1913 – 1991 م).

## وصلات خارجية
- ألف هورن على موقع اللجنة الأولمبية الدولية (الإنجليزية)
- ألف هورن على موقع أوليمبيديا (الإنجليزية)
- ألف هورن على موقع اللجنة الأولمبية الكندية (الإنجليزية)